# Zaviralec reverzne transkriptaze
Zaviralci reverzne transkriptaze (okraj. RTI, angl. Reverse-Transcriptase Inhibitors) so skupina protivirusnih zdravil, ki se uporabljajo za zdravljenje nekaterih vrst virusnih okužb, na primer okužbe z virusom HIV, in nekaterih vrst raka . Zavirajo delovanje encima reverzne transkriptaze, ki je polimeraza, potrebna za razmnoževanje retrovirusov (virusov, katerih dednina se nahaja v obliki RNK).

## Podskupine
Glede na molekulsko strukturo ločimo naslednje podskupine:
- nukleozidni zaviralci reverzne transkriptaze (NRTI)
- nukleotidni zaviralci reverzne transkriptaze (NtRTI)
- nenukleozidni zaviralci reverzne transkriptaze(NNRTI)

### Nukleozidni zaviralci reverzne transkriptaze
Nukleozidni zaviralci reverzne transkriptaze (NRTI) so bili prva podskupina, ki so jo razvili. Molekula učinkovine je sorodna telesu lastnim nukleozidom. Da se lahko vgradi v virusno DNK, se mora aktivirati, tako da se na deoksiribozno enoto pripnejo tri fosfatne skupine. Fosforilacija poteče s pomočjo celičnih encimov, ki se imenujejo kinaze. 
Predstavniki:
- zidovudin (AZT, ZDV ali azidotimidin; pod tržnim imenom Retrovir) je bil prvo zdravilo, ki ga je FDA odobril za zdravljenje okužbe s HIV-om,
- didanozin (ddI; pod tržnima imenoma Videx in Videx EC) je bil drugo zdravilo za zdravljenje HIV-a, ki ga je odobril FDA; je analog adenozina,
- zalcitabin (ddC ali dideoksicitidin; pod tržnim imenom Hivid) je učinkovina, ki jo je proizvajalec umaknil s tržišča,
- stavudin (d4T; pod tržnima imenoma Zerit in Zerit XR),
- lamivudin (3TC; pod tržnim imenoma Epivir) je indiciran tako za zdravljenje okužbe s HIV-om kot hepatitisa B,
- abakavir (ABC; pod tržnim imenom Ziagen) je analog gvanozina,
- emtricitabin (FTC; pod tržnim imenom Emtriva) je po zgradbi podoben lamivudinu,
- entekavir (INN; pod tržnim imenom Baraclude) je analog gvanina, ki je odobren za zdravljenje hepatitisa B,
- apricitabin (ATC) je v postopku pridobitve dovoljenja za promet.

### Nukleotidni zaviralci reverzne transkriptaze (NtRTI)
Normalno se v organizmu nukleozidni analogi pretvorijo v nukleotidne (s fosforilacijo). Če pa ima že sama molekula učinkovine nukleotidno strukturo, se ta stopnja pretvorbe v telesu preskoči.
Predstavniki:
- tenofovir (tudi tenofovirdizoproksil fumarat; pod tržnim imenom Viread) je indiciran tako pri okužbi s HIV-om kot pri hepatitisu B,
- adefovir (tudi bis-POM PMPA; pod tržnima imenoma Preveon in Hepsera) je indiciran le pri hepatitisu B.

### Nenukleozidni zaviralci reverzne transkriptaze (NNRTI)
NNRTI so tretja skupina antiretrovirusnih učinkovin in nimajo ne nukleozidne ne nukleotidne zgradbe.
Predstavniki:
- efavirenz (pod tržnima imenoma Sustiva in Stocrin),
- nevirapin (pod tržnim imenom Viramune),
- delavirdin (pod tržnim imenom Rescriptor, redko uporabljen),
- etravirin (pod tržnim imenom Intelence) je bil odobren s strani FDA leta 2008,
- rilpivirin (pod tržnim imenom Edurant).[3]

## Mehanizem delovanja
Ko retrovirus okuži celico, reverzna transkriptaza omogoči prepisovanje enovijačne virusne RNK v dvovijačno virusno DNK. Slednja se nato vgradi v kromosomsko DNK gostiteljeve celice in na ta način se gostiteljevi celični mehanizmi (prepisovanje, prevajanje DNK) izrabijo za razmnoževanje virusa. RTI zavrejo encimatsko delovanje reverzne transkriptaze in tako preprečijo nastajanje dvovijačne virusne DNK, s čimer se zavre razmnoževanje virusa. Tak mehanizem je značilen na primer za virus HIV.
Podoben proces poteka pri okužbi z virusom hepatitisa B. Virus hepatitisa B prenese v gostiteljevo celico svoj genetski material v obliki DNK, ki se nato podvojuje s pomočjo DNK-polimeraze, odvisne od RNK. Nekateri zaviralci reverzne transkriptaze delujejo tudi na polimerazo virusa HBV; v tem primeru ne gre za reverzno transkriptazo in učikovine, ki delujejo tudi na virus HBV, pravilneje imenujemo polimerazni zaviralci.
Mehanizem delovanja nukleotidnih in nukleozidnih zaviralcev je v bistvu enak: gre za analoge naravno prisotnih deoksinukleotidov, ki so potrebni pri tvorbi virusne DNK. Zaviralci reverzne transkriptaze tekmujejo z naravnimi deoksinukleotidi za vgradnjo v nastajajočo verigo virusne DNK. Vendar pa tem zaviralcem manjka v primerjavi z naravnimi deoksinukleotidi OH-skupina na mestu 3' na deoksiribozni enoti. Če se v verigo vgradi molekula RTI, naslednji deoksinukleotid z njo ne more tvoriti 5'–3'-fosfodiestrske vezi, s čimer se prepreči podaljševanje verige. Vse te učinkovine delujejo kot kompetitivni (tekmujoči) zaviralci: v bioloških procesih v organizmu namreč tekmujejo z naravno prisotnimi molekulami za vezavo na ista mesta na encimu.
Nenukleozidni zaviralci pa delujejo po povsem drugačnem mehanizmu. Na reverzno transkriptazo se vežejo na druga mesta kot NRTI ali NtRTI in se ne vgrajujejo v verigo. Vendar po vezavi na encim preprečujejo premikanje njegove beljakovinske domene, kar je potrebno v procesu sinteze DNK. Zato jih uvrščamo med nekompetitivne zaviralce.